# Pexopsis clauseni
Pexopsis clauseni är en tvåvingeart som först beskrevs av Aldrich 1932.  Pexopsis clauseni ingår i släktet Pexopsis och familjen parasitflugor. Inga underarter finns listade i Catalogue of Life.